# 金福曾
金福曾（1828年—1892年），字苕人，浙江省嘉興府秀水縣（今浙江省嘉興市）人，清朝政治人物。

## 生平
早年以諸生從軍，后任籌團練助城守，此後協守獨松關，解杭州圍。李鴻章器用其才，在攻克蘇州后，檄辦善後，此後其跟隨征戰捻亂有功，因功署婁縣、南匯縣、吳江等縣知縣，期間屢有政績。后因病去世，贈內閣學士。曾纂《南汇县志》。

## 延伸阅读
[在维基数据编辑]
 《清史稿·卷451》，出自趙爾巽《清史稿》